# 諾曼 (印第安納州)
諾曼（英語：Norman）是位於美國印地安納州傑克遜縣的一個非建制地區。該地的面積和人口皆未知。